# Opérateur non borné
En analyse fonctionnelle, un opérateur non borné est une application linéaire partiellement définie.
Plus précisément, soient X, Y deux espaces vectoriels. Un tel opérateur est donné par un sous-espace dom(T) de X et une application linéaire dont l'ensemble de définition est dom(T) et l'ensemble d'arrivée est Y.

## Exemple
Considérons X = Y = L2(ℝ) et l'espace de Sobolev H1(ℝ) des fonctions de carré intégrable dont la dérivée au sens des distributions appartient, elle aussi, à L2(ℝ). On définit T par dom(T) = H1(ℝ) et T(f) = f' (dérivée au sens des distributions). En tant qu'opérateur partiellement défini de X dans Y, c'est un opérateur non borné.

## Opérateurs fermés
Les opérateurs fermés forment une classe d'opérateurs linéaires sur les espaces vectoriels normés plus vaste que celle des opérateurs bornés. Ils ne sont donc pas nécessairement continus, mais il leur reste suffisamment de bonnes propriétés pour qu'on puisse définir pour eux le spectre et (sous certaines hypothèses) un calcul fonctionnel. Beaucoup d'opérateurs linéaires importants qui ne sont pas bornés sont fermés, comme l'opérateur de dérivation et bon nombre d'opérateurs différentiels.

### Définitions
Soient X, Y deux espaces vectoriels normés. Un opérateur non borné T : dom(T) → Y (où dom(T) est un sous-espace de X) est dit fermé si son graphe est fermé dans X×Y.
Un opérateur T est dit fermable s'il possède un prolongement fermé, autrement dit si l'adhérence de son graphe est le graphe d'un opérateur T, qu'on appelle alors fermeture de T.
Un cœur, ou domaine essentiel, d'un opérateur fermable T est un sous-espace C de dom(T) tel que la restriction de T à C ait même fermeture que T.

### Premières propriétés
Soit T un opérateur non borné, de domaine inclus dans X et à valeurs dans Y.
- T est fermé si et seulement si pour toute suite (xn) dans dom(T) admettant dans X une limite x et dont l'image par T converge, on a x ∈ dom(T) et T(xn) → T(x).
- T est fermable si et seulement si pour toute suite (xn) dans dom(T) convergeant vers 0 et dont l'image par T converge, on a T(xn) → 0.
- Si T est fermé, alors :
  - si dom(T) = X et si X et Y sont des espaces de Banach alors T est borné (d'après le théorème du graphe fermé) ;
  - pour tout opérateur borné H, l'opérateur T + H est fermé ;
  - le noyau de T est fermé dans X ;
  - si T est injectif alors T−1 est fermé.

### Exemple
Soit X = Y = C([a, b]) l'espace des fonctions continues sur l'intervalle réel [a, b], muni de la norme de la convergence uniforme. L'opérateur D de dérivation, défini sur le sous-espace des fonctions de classe C1, est fermé mais non borné. Le sous-espace des fonctions de classe C∞ est un cœur pour D.

## Adjoint d'un opérateur non borné
Dans le cas d'un opérateur non borné sur un espace de Hilbert {\displaystyle H}, si {\displaystyle D(T)} est dense, on peut définir son opérateur adjoint {\displaystyle T^{*}} en posant :
{\displaystyle D(T^{*})=\{\phi \in H|\exists \eta \in H:\forall \psi \in D(T),<T\psi ,\phi >=<\psi ,\eta >\}.}
Pour un {\displaystyle \phi ~} donné, si un tel {\displaystyle \eta } existe, alors il est unique et on pose {\displaystyle T^{*}(\phi )=\eta }. Par le théorème de Hahn-Banach et le théorème de représentation de Riesz, nous voyons également que {\displaystyle \eta } existe si et seulement s'il existe une constante {\displaystyle C} telle que quel que soit {\displaystyle \psi }, {\displaystyle |<T\psi ,\phi >|\leqslant C\|\psi \|}.
Théorème de von Neumann — Soit T un opérateur (non borné) fermé d'un espace de Hilbert dans un autre. Si T est de domaine dense alors T*T l'est aussi et est autoadjoint.

## Commutation d'opérateurs auto-adjoints non bornés
La « bonne définition » de la commutation des opérateurs auto-adjoints non bornés est donnée par le théorème suivant :
Commutation des opérateurs non bornés — 
Les propriétés suivantes sont équivalentes :
- {\displaystyle A} et {\displaystyle B} commutent
- Si les parties imaginaires de {\displaystyle \lambda } et {\displaystyle \mu } sont non nulles, {\displaystyle R_{\lambda }(A)R_{\mu }(B)=R_{\mu }(B)R_{\lambda }(A)}
- Quels que soient {\displaystyle s,t} réels, {\displaystyle e^{itA}e^{isB}=e^{isB}e^{itA}}

Un exemple de Nelson prouve en revanche :

Il existe des opérateurs essentiellement autoadjoints {\displaystyle A:D\to D} et {\displaystyle B:D\to D} sur un ensemble dense {\displaystyle D}, tels que
- {\displaystyle AB\varphi -BA\varphi =0} quel que soit {\displaystyle \varphi \in D}, mais
- {\displaystyle A} ne commute pas avec {\displaystyle B}.

Cet exemple prouve que la commutation de deux opérateurs non bornés est quelque chose de très délicat.